# エンス谷線
エンス谷線（ドイツ語: Ennstalbahn）は、オーストリア国鉄の鉄道線の名称である。路線番号は250。アルプス南北連絡鉄道の一つで、ザルツブルク・チロルとグラーツを結ぶ路線である。

## 歴史
ゼルツタール - ビショフスホーフェン間、ビショフスホーフェン - ハライン間、ビショフスホーフェン - ヴェルグル間の鉄道に関する法律は1872年4月10日に制定されて、国家予選または鉄道会社資金の投入は決定されなかった。同年11月10日に皇后エリーザベト鉄道（Kaiserin Elisabeth-Bahn, KEB）は三つの区間建設に関する許可を獲得して、ザルツブルク＝ハライン鉄道の譲受け義務と3年の建設期限が明示された。三つの区間は1875年8月6日に開通された。
1877年10月よりシュタイナッハ - ゼルツタール間は協約により帝国特認皇太子ルドルフ鉄道会社（k.k. priv. Kronprinz-Rudolf-Bahn-Gesellschaft）の共同使用区間となった。1884年KEBの国有化の際にこの路線はオーストリア帝国鉄道により引き受けられた。
第二次世界大戦の終戦後、電車線はいくつかの段階で設置された。
2000年頃、複線化工事はシュタイナッハ・イルドニング - ヴェルシャッハ・シュヴェーフェルバート間に開始されて、数年後に完了した。その区間の許容速度は120 km/hに上がった。2013年、アルプススキー世界選手権大会を準備するために、シュラドミング駅施設は交通弱者向けの島式ホームと地下道に改築された。頻繁な列車通行を可能とする目的で信号扱い所はハウス駅とシュラドミング駅でそれぞれ備えられた。2017年にリーツェン駅の構造物が改造されて、交通弱者向けの傾斜路は島式ホームの中で設置された。

## 運行形態
ビショフスホーフェン - マンドリング間の運賃はザルツブルク運輸連合（Salzburger Verkehrsverbund, SVV）が担当する。ピヒル - ゼルツタール間はシュタイアーマルク運輸連合（Verkehrsverbund Steiermark,）の運賃制が適用される区間である。

### 寝台特急「ナイトジェット(NJ)」
チューリヒ - ビショフスホフェン - ザンクトミヒャエル - グラーツ間に、一日1往復運行している。ビショフスホフェン以西は200号線に、ザンクトミヒャエル以東は600号線に直通する。
2017年以前はユーロナイト(EN)の種別で運行していた。

### 特急「ユーロシティ(EC)」
次の2系統が運行している。2021年以前、ロッテンマン町駅は停車列車の方が多かった。
- ダッハシュタイン号： ザールブリュッケン - ビショフスホフェン - ザンクトミヒャエル - グラーツ
- キームガウ号： フランクフルト - ビショフスホフェン - ザンクトミヒャエル - グラーツ
一日1往復ずつ、合計2往復運行している。ビショフスホフェン以西は200号線のザルツブルク方面に、ザンクトミヒャエル以東は600号線に直通する。キームガウ号の西行のみ、ロッテンマン町に停車する。

- トランサルピン号： チューリッヒ - ビショフスホフェン - ザンクトミヒャエル - グラーツ
一日1往復している。ビショフスホフェン以西は200号線のインスブルック方面に、ザンクトミヒャエル以東は600号線に直通する。

### 特急「インターシティ(IC)」
下記各系統が運行し、ユーロシティ(EC)と合わせて2時間間隔の運行となっていて、日中はザルツブルク・ドイツ方面とインスブルック・スイス方面の列車が交互に運行するダイヤとなっている。
- エンスタル号、シェクル号、ミラベル号：　ザルツブルク - ビショフスホフェン - ザンクトミヒャエル - グラーツ
- シュロスベルク号：　ザルツブルク → ビショフスホフェン → ザンクトミヒャエル → グラーツ
一日3.5往復の運行。シュロスベルク号に限り、ロッテンマン町に停車する。ビショフスホフェン以西は200号線に、ザンクトミヒャエル以東は600号線に直通する。
過去の運行形態
2021年以前は、シェクル号とピュールン・プリール号が、ミラベル号とボズルック号が、ゼルツタル以東で併結していた。これにエンスタル号を合わせた一日3往復が運行していた。また、エンスタル号に限りロッテンマン町に停車していた。
2022年度に、リンツ方面の車両との併結を解除した他、全てロッテンマン町停車となった。
2023年度に、シュロスベルク号が東行片道1本のみ運行を開始した。シュロスベルク号以外はロッテンマン町通過となった。

- ハーネンカム号：　インスブルック - ビショフスホフェン - ザンクトミヒャエル - グラーツ
一日1往復の運行。ビショフスホフェン以西は200号線に、ザンクトミヒャエル以東は600号線に直通する。
2021年以前はロッテンマン町に停車していた。

- ピュールン・プリール号、ボズルック号、クレムスタル号、ヴァーシェネック号：　リンツ - ゼルツタル - ザンクトミヒャエル - グラーツ
一日4往復の運行。ただしヴァーシェネック号は、日曜の南行と土曜の北行が運行されない。ゼルツタル以西は140号線に、ザンクトミヒャエル以東は600号線に直通する。ロッテンマン町に停車し、ザンクトミヒャエルを通過する。
過去の運行形態
2021年以前は、ピュールン・プリール号とボズルック号のみ、一日2往復の運行であった。ゼルツタル以東で上記ザルツブルク発着便に併結されていた。ザンクトミヒャエルに停車していた一方で、ロッテンマン町を通過していた。
2022年度に、ザルツブルク発着便との併結を解除した他、ザンクトミヒャエル通過、ロッテンマン町停車となった。9月5日より、クレムスタル号が一日1往復増発された。
2023年度より、週6往復に限りヴァーシェネック号が増発され、合計一日4往復の運行となった。

### 特急「シュネルツーク(D)」
- シュヴァーツァハ - ビショフスホフェン - ザンクトミヒャエル - グラーツ
一日1往復の運行。ビショフスホフェン以西は200号線に、ザンクトミヒャエル以東は600号線に直通する。西行に限り、トリーベンを通過する。
過去の運行形態
2020年末に運行を開始した。当初は、全列車がアルテンマルクトとエーブラーンに停車、トリーベンを通過していた。
2022年度に日曜日の東行に限りアルテンマルクトとエーブラーン通過となった。
2023年度より、東行に限りトリーベンへの停車を開始した。アルテンマルクトとエーブラーンは毎日停車となった。

- グラーツ → シュラドミング
一日あたり、片道1本の運行。シュタイナハ以西は各駅に停車する。
2023年度より運行を開始した。

- シュラドミング → ビショフスホフェン → ザルツブルク
一日あたり、片道1本の運行。エーベンにも停車する。
2023年度より運行を開始した。

- リンツ - ゼルツタル - レーオベン - グラーツ
一日1往復の運行。ゼルツタル以西は140号線に、ザンクトミヒャエル以東は600号線に直通する。トリーベンとザンクトミヒャエルを通過する。
2024年度より運行を開始した。

- 休暇特急：　ビショフスホフェン - シュタイナハ - ウィーン　【日曜・夏季冬季の土曜日運行】
- プラーナイ号：　ビショフスホフェン ← シュタイナハ ← ウィーン　【金曜運行】
金曜の西行と、日曜の東行のみ、週1往復の運行。夏季限定で土曜日に週1往復増発される。ゼルツタル以東は140号線に直通する。エーベン、ハウスに停車する。
過去の運行形態
2020年度は、インターシティ(IC)の種別であった。土曜日の増発便のみ冬に運行していて、エーベン、リーツェン、ゼルツタルを通過していた。
2020年末に、通年運行の列車がシュネルツーク(D)の種別で運行を開始し、インターシティも含めて全てゼルツタル停車となった。リーツェンは通年運行便のみ停車であった。
2021年夏より、インターシティ(IC)に格上げされた他、増発便は夏・冬運行となった。
2022年度ダイヤでは、全列車リーツェン停車となった。通年運行の列車にも愛称がつけられ、西行はプラーナイ、東行は休暇特急となった。
2023年度より、シュネルツーク(D)に格下げとなった。

- ゲゾイゼ号：　ビショフスホフェン - ゼルツタル - ウィーン　【金・日曜運行】
週1往復のみ運行で、金曜日に西行が、日曜日に北行が東行する。ゼルツタル以東は130号線に直通する。エーベン、ハウスに停車する。
2022年に、インターシティ(IC)の種別で運行を開始した。当初は夏季限定で、金・土曜日に南行が、土・日曜日に北行が、一日1本ずつ運行していた。2023年度に通年運行のシュネルツーク(D)となり、土曜日の運行を取りやめた。

### 快速「レギオナルエクスプレス(REX)」
下記2つの系統に分かれる。
- シュラドミンク/シュタイナハ・イアドミンク → ザンクトミヒャエル → グラーツ
平日の早朝のみ、一日片道2本のみの運行。シュラドミンク始発とシュタイナハ始発、それぞれ1本ずつ運行される。ザンクトミヒャエル以東は600号線に直通する。

- リーツェン - ゼルツタル - リンツ
リンツ行が一日4本、リーツェン行が一日5本の運行。ゼルツタル以東は140号線に直通する。
2021年以前は、リンツ行が一日2本、リーツェン行が一日4本の運行であった。

- アトナング・プッハイム - シュタイナハ - ゼルツタル - アドモント　【土曜・休日運行】
土曜・休日のみ、一日2往復の運行。シュタイナハ以西は170号線に、ゼルツタル以東は130号線に直通する。ヴェアシャハを通過する。
2024年度に運行を開始した。

### 普通「レギオナルバーン(R)」
- R9系統：　ビショフスホフェン - シュラドミング
2時間に1本の運行。
2022年度以前は、一日3往復のみの運行で、ペーアムにも全列車停車していた。

- シュラドミング - ザンクトミヒャエル
二時間に1本運行されている。ザンクトミヒャエルで、600号線ミュルツツシュラク方面の列車と接続する。

### 貨物輸送
地元の貨物輸送量は少なくて、ゼルツタール-ザンクトマルティン間で木材輸送列車が一週二回通行する。ザルツブルク株式会社（Salzburg AG）の貨物列車は2003年よりザルツブルク - ヒュタウターミナル駅間を通行して、ES64U4機関車は貨車を牽引する。

## 駅一覧
- 種別
  - NJ：寝台特急「ナイトジェット」
  - EC：特急「ユーロシティ」
  - IC：特急「インターシティ」
  - D：特急「シュネルツーク」
  - REX：快速「レギオナルエクスプレス」
  - R：普通「レギオナルツーク」
- 停車駅
  - ■印：全列車停車
  - ●印：一部通過
  - ○印：一部停車
  - ｜印：全列車通過

| 路線名 | 駅名                                       | 駅間営業キロ | 累計営業キロ                   | 累計営業キロ             | NJ | EC | IC | D  | REX | R | 接続路線                                                       | 所在地               | 所在地                               |
| ------ | ------------------------------------------ | ------------ | ------------------------------ | ------------------------ | -- | -- | -- | -- | --- | - | -------------------------------------------------------------- | -------------------- | ------------------------------------ |
| 250    | ビショフスホフェン駅                       | -            | ビショフスホフェン旧駅から 0.2 |                          | ■  | ■  | ■  | ■  |     | ■ | 200号線（クラーゲンフルト/ヴェアグル方面、フランクフルト方面） | ザルツブルク州       | ザンクト・ヨーハン・イム・ポンガウ郡 |
| 250    | ペーアム駅                                 | 4.0          | 4.2                            |                          | ｜ | ｜ | ｜ | ｜ |     | ● |                                                                | ザルツブルク州       | ザンクト・ヨーハン・イム・ポンガウ郡 |
| 250    | ヒュッタウ駅                               | 5.9          | 10.1                           |                          | ｜ | ｜ | ｜ | ｜ |     | ■ |                                                                | ザルツブルク州       | ザンクト・ヨーハン・イム・ポンガウ郡 |
| 250    | ニーダーンフリッツ・ザンクト・マーティン駅 | 2.1          | 12.2                           |                          | ｜ | ｜ | ｜ | ｜ |     | ■ |                                                                | ザルツブルク州       | ザンクト・ヨーハン・イム・ポンガウ郡 |
| 250    | エーベン・イム・ポンガウ駅                 | 4.9          | 17.1                           |                          | ｜ | ｜ | ｜ | ○  |     | ■ |                                                                | ザルツブルク州       | ザンクト・ヨーハン・イム・ポンガウ郡 |
| 250    | アルテンマルクト・イム・ポンガウ駅         | 3.9          | 21.0                           |                          | ｜ | ｜ | ｜ | ■  |     | ■ |                                                                | ザルツブルク州       | ザンクト・ヨーハン・イム・ポンガウ郡 |
| 250    | ラトシュタット駅                           | 3.1          | 24.1                           |                          | ｜ | ■  | ■  | ■  |     | ■ |                                                                | ザルツブルク州       | ザンクト・ヨーハン・イム・ポンガウ郡 |
| 250    | マンドリンク駅                             | 8.2          | 32.3                           |                          | ｜ | ｜ | ｜ | ｜ |     | ■ |                                                                | ザルツブルク州       | ザンクト・ヨーハン・イム・ポンガウ郡 |
| 250    | ピフル駅                                   | 4.5          | 36.8                           |                          | ｜ | ｜ | ｜ | ｜ |     | ■ |                                                                | シュタイアーマルク州 | リーツェン郡                         |
| 250    | シュラドミンク駅                           | 4.8          | 41.6                           |                          | ■  | ■  | ■  | ■  | ■   | ■ |                                                                | シュタイアーマルク州 | リーツェン郡                         |
| 250    | ハウス駅                                   | 10.1         | 51.7                           |                          | ｜ | ｜ | ｜ | ○  | ■   | ■ |                                                                | シュタイアーマルク州 | リーツェン郡                         |
| 250    | アイヒ・アッサハ駅                         | 1.6          | 53.3                           |                          | ｜ | ｜ | ｜ | ○  | ■   | ■ |                                                                | シュタイアーマルク州 | リーツェン郡                         |
| 250    | プルッガーン駅                             | 4.5          | 57.8                           |                          | ｜ | ｜ | ｜ | ○  | ■   | ■ |                                                                | シュタイアーマルク州 | リーツェン郡                         |
| 250    | グレブミンク駅                             | 2.1          | 59.9                           |                          | ｜ | ｜ | ｜ | ○  | ■   | ■ |                                                                | シュタイアーマルク州 | リーツェン郡                         |
| 250    | シュタイン・アン・デア・エンス駅           | 3.5          | 63.4                           |                          | ｜ | ｜ | ｜ | ○  | ■   | ■ |                                                                | シュタイアーマルク州 | リーツェン郡                         |
| 250    | エーブラーン駅                             | 4.4          | 67.8                           |                          | ｜ | ｜ | ｜ | ■  | ■   | ■ |                                                                | シュタイアーマルク州 | リーツェン郡                         |
| 250    | ニーダーエブラーン駅                       | 3.2          | 71.0                           |                          | ｜ | ｜ | ｜ | ○  | ■   | ■ |                                                                | シュタイアーマルク州 | リーツェン郡                         |
| 250    | シュタイナハ・イアドニンク駅               | 9.4          | 80.4                           |                          | ■  | ■  | ■  | ■  | ■   | ■ | 170号線（アトナンク方面）                                      | シュタイアーマルク州 | リーツェン郡                         |
| 250    | ヴェアシャハ・シュヴェーフェルバト駅       | 3.4          | 83.8                           |                          | ｜ | ｜ | ｜ | ｜ | ●   | ■ |                                                                | シュタイアーマルク州 | リーツェン郡                         |
| 250    | リーツェン駅                               | 8.9          | 92.7                           |                          | ■  | ■  | ■  | ■  | ■   | ■ |                                                                | シュタイアーマルク州 | リーツェン郡                         |
| 250    | ゼルツタル駅                               | 6.2          | 98.9                           | ファレンティンから 139.0 | ■  | ■  | ■  | ■  | ■   | ■ | 130号線（ザンクトファレンティン方面）、140号線（リンツ方面）   | シュタイアーマルク州 | リーツェン郡                         |
| 250    | ロッテンマン町駅                           | 6.2          | 105.1                          | 145.2                    | ｜ | ○  | ○  | ■  | ■   | ■ |                                                                | シュタイアーマルク州 | リーツェン郡                         |
| 250    | トリーベン駅                               | 11.3         | 116.4                          | 156.5                    | ｜ | ｜ | ｜ | ●  | ■   | ■ |                                                                | シュタイアーマルク州 | リーツェン郡                         |
| 250    | ガイスホーン駅                             | 4.6          | 121.0                          | 161.1                    | ｜ | ｜ | ｜ | ｜ | ■   | ■ |                                                                | シュタイアーマルク州 | リーツェン郡                         |
| 250    | ヴァルト・アム・ショーバーパス駅           | 10.5         | 131.5                          | 171.6                    | ｜ | ｜ | ｜ | ｜ | ■   | ■ |                                                                | シュタイアーマルク州 | レーオベン郡                         |
| 250    | カルヴァンク駅                             | 7.1          | 138.6                          | 178.7                    | ｜ | ｜ | ｜ | ｜ | ■   | ■ |                                                                | シュタイアーマルク州 | レーオベン郡                         |
| 250    | マウターン駅                               | 8.0          | 146.6                          | 186.7                    | ｜ | ｜ | ｜ | ｜ | ■   | ■ |                                                                | シュタイアーマルク州 | レーオベン郡                         |
| 250    | カンマーン駅                               | 5.3          | 151.9                          | 192.0                    | ｜ | ｜ | ｜ | ｜ | ■   | ■ |                                                                | シュタイアーマルク州 | レーオベン郡                         |
| 250    | ザンクト・ミヒャエル駅                     | 10.4         | 162.3                          | 202.4                    | ■  | ■  | ●  | ●  | ■   | ■ | 600号線（ウンツマルクト方面）                                  | シュタイアーマルク州 | レーオベン郡                         |
| 600    | レーオベン本駅                             | 9.2          | 171.5                          | 211.6                    | ■  | ■  | ■  | ■  | ■   | ■ | 600号線（フィラハ方面、ウィーン方面）                          | シュタイアーマルク州 | レーオベン郡                         |